# Materiële afgeleide
De materiële afgeleide of lagrangeafgeleide beschrijft de verandering in de tijd van een lokale grootheid onder invloed van zowel expliciete tijdsafhankelijkheid als het meevoeren van materiaal onder invloed van de stroming. Het wordt meestal voorgesteld door {\displaystyle {\displaystyle {\frac {D}{Dt}}}}.
Per definitie is dit gelijk aan:
{\displaystyle {\frac {\partial }{\partial t}}+(\mathbf {v} \cdot \nabla )}
Of met de nablaoperator uitgewerkt in het cartesisch coördinatenstelsel:
{\displaystyle {\frac {\partial }{\partial t}}+v_{x}\cdot {\frac {\partial }{\partial x}}+v_{y}\cdot {\frac {\partial }{\partial y}}+v_{z}\cdot {\frac {\partial }{\partial z}}}
De materiële afgeleide komt veelal voor in de vloeistofmechanica, bijvoorbeeld in de Navier-Stokes-vergelijkingen. Daar wordt de afgeleide toegepast op de snelheid.